# Imaging for Windows
Imaging for Windows是一个由Global 360公司开发的一款图像处理软件。早期版本的Imaging for Windows以系统组件的形式包含在Windows 95/98/Me/NT/2000中，包含在Windows 95/98/Me/NT中的Imaging for Windows，其简体中文名称为；包含在Windows 2000中的Imaging for Windows，其简体中文名称为，二者的繁体中文名称皆为。Global360 Imaging for Windows是该软件的升级版。自Windows XP开始，微软已将该软件从Windows系统组件中移除。其图像查看、编辑和扫描功能在Windows XP中已被Windows图片和传真查看器与画图工具取代，二者皆基于GDI+开发，但多页TIFF文档编辑与批注功能也随着Imaging for Windows的消失而在Windows中消失。
Imaging for Windows最初由王安实验室开发（在Windows 95/NT 4.0中），而后被柯达收购（署名为Eastman Software，在Windows 98/Me/2000中），然后成为eiStream公司（后来被更名为Global 360公司）旗下的产品，目前最新版本的Imaging for Windows 4.0由OpenText提供技术支持。
通过Imaging for Windows，用户可查看、编辑、批注和打印TIFF、BMP与Microsoft传真的AWD格式图像文档，用户亦可打开和打印JPEG与PCX/图像文件。
Imaging for Windows也提供了利用ActiveX控件设计软件的功能，每一份Imaging for Windows的拷贝中都包含了Kodak/Wang Imaging OCX (ActiveX)控件，其中包括Kodak图像管理控件（ImgAdmin）、Kodak图像编辑控件（ImgEdit）、Kodak图像扫描控件（ImgScan）和Kodak图像缩略图控件（ImgThumb），在新版本的Imaging for Windows中还包含有ImgOCR和ImgPDF两个控件。
尽管微软已从Windows XP开始将该软件从系统组件中移除，但如果用户是从Windows 2000升级到Windows XP或Windows Server 2003，则该软件会被保留下来。此外，包含在Windows 2000中的Imaging for Windows可安装在Windows XP及后续版本操作系统，用户可通过下载独立安装包的方式将Imaging for Windows安装到Windows XP及后续版本操作系统。